# Staatspokal von São Paulo (Frauenfußball)
Der Staatspokal von São Paulo im Frauenfußball (port: Copa Paulista de Futebol Feminino) ist der Fußballverbandspokal für Frauenmannschaften des Bundesstaates São Paulo in Brasilien. Er wird seit 2019 vom Landesverband der Federação Paulista de Futebol (FPF) ausgerichtet.

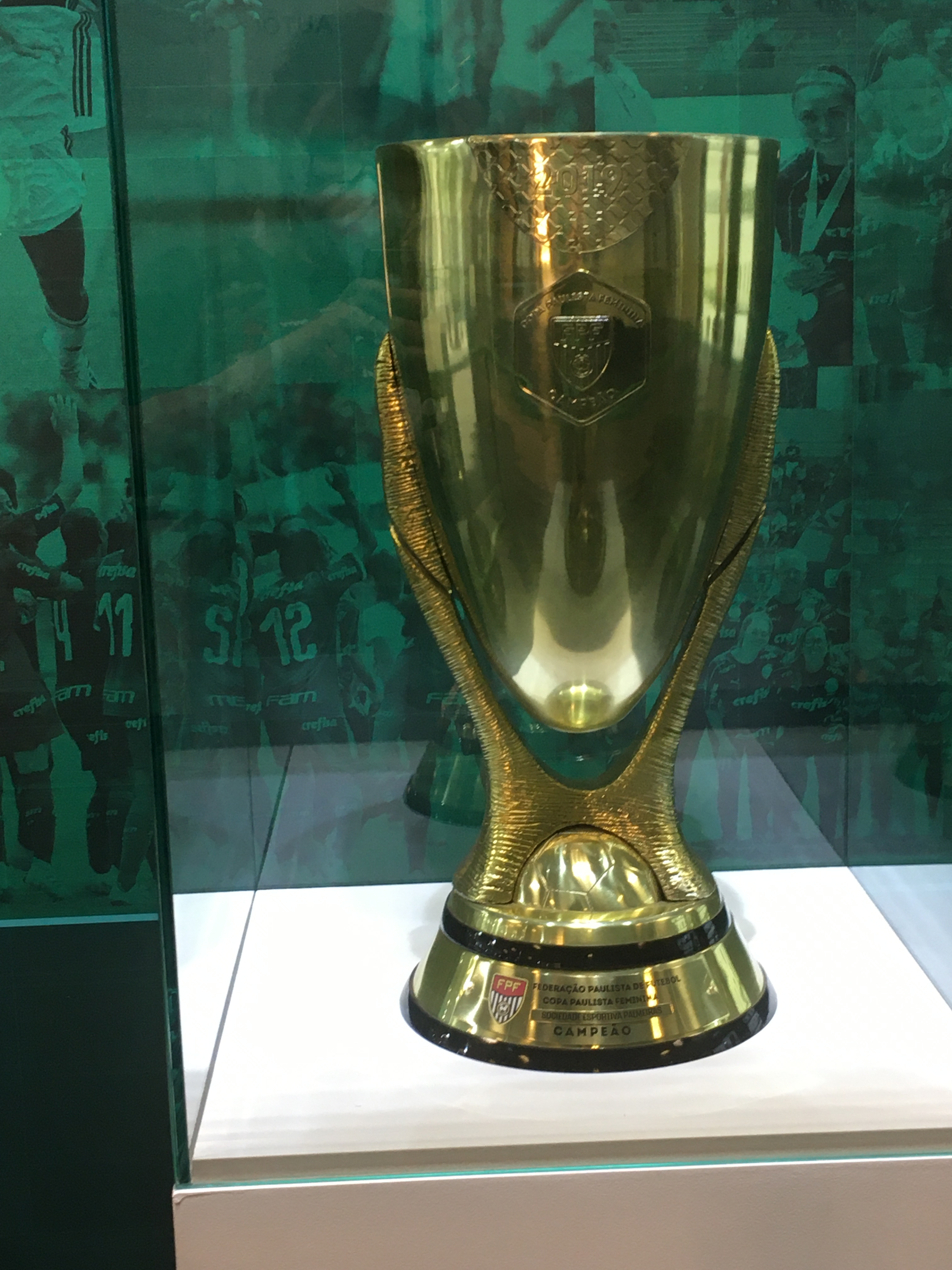
Die Trophäe der Copa Paulista Feminina im Vereinsmuseum von Palmeiras.

Der Pokalwettbewerb in seiner aktuellen Form ist ein Bestandteil der jährlich ausgetragenen Staatsmeisterschaft der Frauen. Er wird unter vier teilnehmenden Mannschaften in sechs Partien ausgetragen, die in der Meisterschaftsvorrunde ermittelt werden. Qualifiziert sind jene vier Mannschaften, welche nach Abschluss der Vorrunde die Plätze 5 bis 8 des Klassements belegen, die also die ersten vier Plätze zur Qualifikation für die Meisterschaftsendrunde verpasst haben. Das erste Pokalfinale 2019 wurde in einem Spiel ausgetragen, seither wird der Pokalsieger in einem Hin- und Rückspiel ermittelt.

## Sieger der Copa Paulista
| Jahr | Pokalsieger             | Ergebnis        | Finalist            | Hinspiel | Rückspiel |             |
| ---- | ----------------------- | --------------- | ------------------- | -------- | --------- | ----------- |
| 2019 | SE Palmeiras            | 2:1             | São Paulo FC        |          |           | [ 1 ] [ 2 ] |
| 2020 | Santos FC               | 2:2 (5:4 i. E.) | São Paulo FC        | 2:0      | 0:2       | [ 3 ]       |
| 2021 | SE Palmeiras            | 4:2             | São José EC         | 3:0      | 1:2       | [ 4 ]       |
| 2022 | SC Corinthians Paulista | 5:2             | Red Bull Bragantino | 3:1      | 2:1       | [ 5 ]       |
| 2023 | Ferroviária             | 2:2 (3:1 i. E.) | Red Bull Bragantino | 1:1      | 1:1       | [ 6 ]       |
| 2024 | Santos FC               | 4:4 (4:3 i. E.) | Red Bull Bragantino | 1:4      | 3:0       | [ 7 ]       |